# 小行星6712
小行星6712（英語：6712 Hornstein）是一颗围绕太阳公转的小行星。1990年2月23日，安東寧·姆爾科斯在克列特发现了此天体。
这颗小行星的绝对星等为322.7044239398051等。